# Tunnerstad
Tunnerstad – miejscowość (tätort) w Szwecji, w regionie administracyjnym (län) Jönköping, w gminie Jönköping.
Według danych Szwedzkiego Urzędu Statystycznego liczba ludności wyniosła: 322 (31 grudnia 2015), 318 (31 grudnia 2018) i 304 (31 grudnia 2019).